# Петровське (Челябінська область)
Петровське (рос. Петровское) — село у Увельському районі Челябінської області Російської Федерації.
Входить до складу муніципального утворення Петровське сільське поселення. Населення становить 840 осіб (2010).

## Історія
Від 1924 року належить до Увельського району Челябінської області.
Згідно із законом від 17 вересня 2004 року органом місцевого самоврядування є Петровське сільське поселення.

## Населення
| 1889 | 1926  | 1970 | 1995 | 2002 | 2007 | 2010 |
| ---- | ----- | ---- | ---- | ---- | ---- | ---- |
| 1045 | ↗1776 | ↘832 | ↗882 | ↘848 | →848 | ↘840 |